# Nobuo Okishio
 (mars 2020).
Si vous disposez d'ouvrages ou d'articles de référence ou si vous connaissez des sites web de qualité traitant du thème abordé ici, merci de compléter l'article en donnant les références utiles à sa vérifiabilité et en les liant à la section « Notes et références ».
Nobuo Okishio (置塩 信雄, 2 janvier 1927 - 13 novembre 2003) est un économiste marxiste japonais, connu pour le théorème d'Okishio et le théorème marxien fondamental (avec Michio Morishima). En 1979, il est élu Président de l'Association Japonaise d'Économie et d'Économétrie, maintenant appelée Association Japonaise d'Économie.
Okishio a étudié l'économie mathématique sous Kazuo Mizutani. En 1950, il obtient son diplôme de l'université de Kobe où il a ensuite enseigné.

### Livres
- Nobuo Okishio ed. (1992), Business cycles : theories and numerical simulation (Dynamische Wirtschaftstheorie; Bd. 12), Peter Lang Publishing.
- Nobuo Okishio, Michael Kruger and Peter Flaschel (1993), Nobuo Okishio-Essays on Political Economy : Collected Papers, Peter Lang Publishing  (ISBN 3631435584).

### Articles
- “Monopoly and the Rates of Profit”, 1955, Kobe University economic review 1,71–88.
- “Durable Equipment and Equilibrium Growth”, 1958, Kobe University economic review 4,29–40.
- “Technical Changes and the Rate of Profit”, 1961, Kobe University economic review 7,85–99.
- “Instability of Harrod=Domar's Steady Growth”, 1964, Kobe University economic review 10,19–27.
- “On Mr. N. Kaldor's Growth Model”, 1967, Kobe University economic review 13, 43–58.
- “An Extension of a Discrete Version of Pontryagin's Maximum Principle and its Simple Application”, 1970, Kobe University economic review 16,37–48.
- “A Formal Proof of Marx's Two Theorems”, 1972, Kobe University economic review 18,1–6.
- “Value and Production-Price”, 1974, Kobe University economic review 20,1–19.
- “Fixed Capital and Extended Reproduction”, 1975, Kobe University economic review 21,11–27.
- “Marxian Fundamental Theorem : Joint-Production Case”, 1976, Kobe University economic review 22,1–11.
- “Inflation as an Expression of Class Antagonisms”, 1977, Kobe University economic review 23,17–29.
- “Theorems of Investment Truncation”, The annals of the School of Business Administration, Kobe University 21,73–90,1977.
- "Notes on Technical Progress and Capitalist Society", 1977, Cambridge Journal of Economics 1(1), 93–100.
- Three Topics on Marxian Fundamental Theorems", 1978, Kobe University economic review 24,1–18.
- “Dimensional Analysis in Economics”, 1982, Kobe University economic review 28,31–44.
- “The Decision of New Investment, Technique and Rate of Utilization”, 1984, Kobe University economic review 30,15–32.
- “A Measurement of the Rate of Surplus Value in Japan : The 1980 Case”, 1985, Kobe University economic review 31,1–13.
- “Stagflation : Causes and Policies”, 1986, Kobe economic & business review 32,33–54.
- “Theoretical Foundations of International Macro-Economic Model”, 1987, Kobe University economic review 33,1–16.
- “On Marx's Reproduction Scheme”, 1988, Kobe University economic review 34,1–24.
- “Problems and Method of Economics”, 1989, Kobe economic & business review 34,101–108.
- “On the Theories of Determination of the Real Wage Rate”, 1989, Kobe University economic review 35,1–13.
- “The Permissible Range of Relative Prices in the Light of Lavor Values”, 1995, Kobe University economic review 41,1–14.
- “Competition and Production Price”, 2000, Cambridge Journal of Economics 25(4), 493–501.